# Couronne dentaire
La couronne d'une dent (ou couronne dentaire) est la partie d'une dent qui est recouverte d'émail dentaire.La partie visible au dessus ou en dessous des gencives est nommée couronne clinique de la dent.

## Description
La couronne dentaire est constituée d'un corps de dentine recouvert d'émail dentaire.
Elle est séparée de la racine de la dent par le col de la dent.
La forme et le nombre de faces sont variables suivant le type de dent.
Les dents antérieures possèdent quatre faces et les dents postérieures possèdent cinq faces.
Chaque dent possède :
- une face vestibulaire[2] orientée vers l'extérieur de la bouche appelées face labiale[3] pour les dents antérieures et face buccale[4] pour les dents postérieures,
- une face linguale[5] pour les dents inférieures ou face palatine[6] pour les dents supérieures orientée vers l'intérieur de la bouche,
- deux faces de contact interdentaires[7] avec une face mésiale[8] pour celle en contact avec la dent la plus antérieure et une face distale[9] pour celle en contact avec la dent la plus postérieure.

Les incisives centrales sont en contact entre elles par leur face mésiale.
La face distale de la dernière molaire ne répond à aucune autre dent.
Les dents postérieures (prémolaires et molaires) possèdent une cinquième face horizontale : la face occlusale qui forme la zone de contact entre les dents supérieures et inférieures.
Les faces occlusales présentent des saillies coniques don le nombre varie en fonction du type de dent : les cuspides des dents.
Elles sont nommées en fonction de leur localisation : cuspides distales, disto-buccales, disto-linguales, disto-palatines, linguales, mésio-buccales, mésio-linguales, mésio-palatines, palatines, paramolaires et le tubercule molaire.
La couronne des incisives est large et plate avec un bord supérieur linéaire.
La couronne des canines est conique formant une seule cuspide.

## Aspect clinique
Une couronne artificielle peut être utilisée en remplacement d'une couronne détruite.